# Lilli Cooper
Lilli Cooper (New York, 4 marzo 1990) è un'attrice e cantante statunitense.

## Biografia
Lilli Cooper è nata a New York, figlia di Tisa Farley e dell'attore Chuck Cooper. Ha studiato alla Fiorello H. LaGuardia High School e al Vassar College, laureandosi nel 2012.
La Cooper ha fatto il suo esordio nel mondo dello spettacolo da adolescente nella produzione originale del musical Spring Awakening in scena nell'Off-Broadway e poi a Broadway nel 2006. Da allora ha recitato frequentemente sulle scene newyorchesi e nel resto degli Stati Uniti, ricoprendo ruoli di rilievo nei musical Wicked (Broadway, 2014), Natasha, Pierre & The Great Comet of 1812 (Cambridge, 2015), SpongeBob SquarePants  (Broadway, 2017) e Tootsie (Broadway, 2019). Per la sua interpretazione nel ruolo di Julie Nichols in Tottsie ha ricevuto una candidatura al Tony Award alla migliore attrice non protagonista in un musical.

## Teatro
- Spring Awakening, libretto di Steven Sater, colonna sonora di Duncan Sheik. Atlantic Theatre Company dell'Off-Broadway, Eugene O'Neill Theatre di Broadway (2006)
- L'opera da tre soldi, libretto di Bertolt Brecht, colonna sonora du Kurt Weill. Atlantic Theatre Company dell'Off-Broadway (2014)
- Wicked, libretto di Winnie Holzman, colonna sonora di Stephen Schwartz. Tour USA, tour australiano e Gershwin Theatre di Broadway (2014)
- Natasha, Pierre & The Great Comet of 1812, libretto e colonna sonora di Dave Malloy. American Repertory Theatre di Cambridge (2015)
- SpongeBob SquarePants, libretto di Kyle Jarrow, colonna sonora di autori vari. Oriental Theatre di Chicago (2016), Palace Theatre di Broadway (2018)
- Tootsie, libretto di Robert Horn, colonna sonora di David Yazbek. Cadillac Palace Theatre di Chicago (2016), Marquis Theatre di Broadway (2018)
- Tick, Tick... Boom!, libretto e colonna sonora di Jonathan Larson. Acorn Theatre dell'Off-Broadway (2016)
- Sundown, Yellow Moon, libretto di Rachel Bonds, colonna sonora di The Bengsons. Second Stage Theatre dell'Off-Broadway (2017)
- Mack and Mabel, libretto di Michael Stewart, colonna sonora di Jerry Herman. New York City Center di New York (2020)
- POTUS: Or, Behind Every Great Dumbass Are Seven Women Trying to Keep Him Alive di Selina Fillinger, regia di Susan Stroman. Shubert Theatre di Broadway (2022)
- Oliver!, colonna sonora e libretto di Lionel Bart, regia di Lear deBessonet. New York City Center di New York (2023)

## Filmografia

### Cinema
- The Post, regia di Steven Spielberg (2017)

### Televisione
- Bull – serie TV, 1 episodio (2016)
- Elementary – serie TV, 1 episodio (2017)
- Instinct – serie TV, 1 episodio (2018)
- The Good Fight – serie TV, 2 episodi (2018)
- Indoor Boys – serie TV, 1 episodio (2018)
- The Code – serie TV, 2 episodi (2019)
- Dynasty – serie TV, 2 episodi (2020)
- NCIS: New Orleans – serie TV, 1 episodio (2020)
- Hazbin Hotel – serie animata, 2 episodi (2024) – voce